# PGC 180
LEDA/PGC 180 ist eine Spiralgalaxie im Sternbild Pegasus nördlich der Ekliptik. Sie ist schätzungsweise 225 Millionen Lichtjahre von der Milchstraße entfernt und hat einen Durchmesser von etwa 20.000 Lichtjahren. Vom Sonnensystem aus entfernt sich das Objekt mit einer errechneten Radialgeschwindigkeit von näherungsweise 4.900 Kilometern pro Sekunde. Gemeinsam mit PGC 2035398 bildet sie ein Galaxienpaar.
Im selben Himmelsareal befinden sich unter anderem die Galaxien PGC 55, PGC 309, PGC 2036039, PGC 2037080.